# Eugenia Kalnay

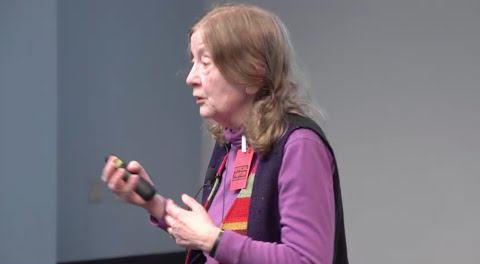
Eugenia Kalnay während eines Vortrages am NASA Goddard Space Flight Center 2015

Eugenia Enriqueta Kalnay (* 1. Oktober 1942 in Buenos Aires, Argentinien; † 14. August 2024 in Maryland, Vereinigte Staaten) war eine argentinische Meteorologin und Hochschullehrerin. Sie war Distinguished University Professor an der University of Maryland, College Park. Sie forschte in den Bereichen numerische Wettervorhersage, Datenassimilation, Vorhersagbarkeit und Ensembleprognose, gekoppelte Ozean-Atmosphären-Modellierung sowie Klimawandel und Nachhaltigkeit.

## Leben und Werk
Kalnay schloss 1966 ihr Bachelor-Studium ab und arbeitete dann als Assistentin für Meteorologie an der Universität von Buenos Aires. Als es noch im selben Jahr zum Militärputsch der Junta um Juan Carlos Onganía kam, gab es Massenkündigungen und Unruhen auf dem Universitätscampus, die es ihr unmöglich machten, dort weiter zu arbeiten. Dank der rechtzeitigen Unterstützung und Intervention von Dekan Rolando García bekam sie die Möglichkeit, ihr Studium der Meteorologie am MIT fortzusetzen. Sie promovierte dort 1971 bei Jule Gregory Charney als erste Frau in Meteorologie mit der Dissertation: The Circulation of the Atmosphere of Venus.
Von 1971 bis 1973 war sie Assistenzprofessorin für Meteorologie an der Universidad de Montevideo in Uruguay und war zwei Jahre später die erste Professorin in der Meteorologieabteilung des MIT. Sie wechselte dann zum Goddard Space Flight Center Laboratory for Atmospheres der NASA und wurde 1984 Leiterin der Abteilung Global Modeling and Simulation. Von 1987 bis 1997 arbeitete sie als Direktorin des Environmental Modeling Center des National Centers for Environmental Prediction (NCEP) bei der National Oceanic and Atmospheric Administration (NOAA).
Ihre Führungsrolle bei Datenassimilationsansätzen am NCEP führte zu wesentlichen Verbesserungen bei Wettervorhersagemodellen. Die Datenassimilationsansätze, die sie am NCEP entwickelte, sowie die reeding method, die sie zusammen mit Zoltan Toth entwickelte, trugen zur Verbesserung der Wettervorhersagen bei und ermöglichten eine nützliche 10-Tage-Vorhersage.
Kalnay leitete dort ein großes Neuanalyseprojekt von mehr als 40 Jahren globaler Klimadaten und später 50- und 60-jährige Neuanalysen, das zu einem Grundstein der Klimawissenschaft wurde. Laut der American Academy of Arts & Sciences ist die Neuanalyse sicherlich der wissenschaftlich ertragreichste Datensatz der Klimawissenschaft seit ihrer Entstehung (und vielleicht überhaupt).
Kalnay arbeitete an den Themen Klimawandel und Nachhaltigkeit und erkannte, wie sie und ihre Kollegen in einem Artikel aus dem Jahr 2023 schrieben, dass die Erde ein sehr großes und komplexes System ist, das aus menschlichen und natürlichen Komponenten besteht, die wechselseitig miteinander interagieren.
Sie und ihr Team, zu dem auch Safa Mote und ihr Sohn Jorge Rivas gehörten, erweiterten Konzepte aus der Wettervorhersage, wie Unsicherheit, hohe Sensitivität und Fehlerfortpflanzung, auf das gekoppelte Mensch-Erde-System und befassten sich mit dessen dynamischen Interaktionen.
Nach ihrem Ausscheiden aus dem Bundesdienst wurde Kalnay zum Robert E. Lowry-Lehrstuhlinhaber der School of Meteorology an der University of Oklahoma ernannt. 1999 wechselte sie an die Fakultät für Atmosphären- und Ozeanwissenschaften der University of Maryland, College Park. Anschließend war sie dort Distinguished University Professor und bis zu ihrem Tod eine aktive Forscherin.
Sie war zusammen mit Ross Hoffman und Wesley Ebisuzaki Autorin anderer weit verbreiteter Ensemblemethoden, die als Lagged Averaged Forecasting und Scaled LAF bekannt sind. Ihr Buch Atmospheric Modeling, Data Assimilation and Predictability war innerhalb eines Jahres ausverkauft und wurde 2005 auf Chinesisch und 2012 auf Koreanisch veröffentlicht.
Sie war 2013 Mitglied des wissenschaftlichen Beirats der UN, 2016 des wissenschaftlichen Beirats der NOAA und anderer wissenschaftlicher Beiräte. Am 16. Oktober 2024 betrug ihr h-Index bei Google Scholar 81.
Kalnay starb am 14. August 2024 im Alter von 81 Jahren.

## Auszeichnungen und Ehrungen (Auswahl)
- 1981: NASA-Medaille für außergewöhnliche wissenschaftliche Leistungen
- 1983: Fellow der American Meteorological Society (AMS)
- 1995: Jule G. Charney Award[4]
- 1996: Mitglied der National Academy of Engineering
- 1998: Robert E. Lowry-Lehrstuhl, University of Oklahoma
- 2000: Ausländisches Mitglied der Academia Europaea
- 2003: Korrespondierendes Mitglied der Argentinischen Nationalen Akademie der Physikalischen Wissenschaften
- 2005: Fellow der AGU
- 2006: Fellow der American Academy of Arts and Sciences (AAAS)
- 2008: Eugenia Brin Professorin für Datenassimilation
- 2008: Ehrendoktorwürde der Universität Buenos Aires
- 2009: International Meteorological Organization Prize
- 2015: AMS Joanne Simpson Mentorship Award
- 2015: AMS-Ehrenmitgliedspreis
- 2015: AMS Eugenia Kalnay Symposium
- 2019: Roger Revelle Medal[5]
- 2024: The Jagadish Shukla Earth System Predictability Prize[6]

## Veröffentlichungen (Auswahl)
- Atmospheric Modeling, Data Assimilation and .Predictability. Cambridge University Press, 2002, ISBN 978-0-521-79629-3.
- mit Zoltan Toth: Ensemble Forecasting at NMC: The Generation of Perturbations. Bulletin of the American Meteorological Society. 74 (12), 1993, S. 2317–2330. doi:10.1175/1520-0477.